# Gaspar Vega
Gaspar Vega, Gapi Vega (ur. 22 lutego 1957 w San Estevan) – belizeński polityk, członek Zjednoczonej Partii Demokratycznej, poseł z okręgu Orange Walk North, wicepremier (od 2008) oraz minister rolnictwa i zasobów naturalnych (od 2012).

## Życiorys
Od młodości zwany powszechnie jako Gapi, kształcił się w Belize.
Od 1988 prowadzi rodzinną firmę handlowo-dystrybucyjną  Vega’s Imports Ltd. W 2006 związał się ze Zjednoczoną Partią Demokratyczną i z jej ramienia kandydował do parlamentu.
7 lutego 2008 wygrał wybory parlamentarne w okręgu Orange Walk North zdobywając 3087 głosów. Został członkiem Izby Reprezentantów, w po pokonaniu Servolo Matiasa Baezę z PUP stosunkiem głosów: 56,93% do 41,05%
14 lutego premier Dean Barrow powołał go do swojego rządu na stanowisko wicepremiera oraz ministra środowiska i zasobów naturalnych.
W kolejnych wyborach 7 marca 2012 ponownie dostał się do Izby Reprezentantów z okręgu Orange Walk North, w którym pokonał przedstawiciela PUP: Jorge Briceño, zdobywając 3405 głosów (stosunek głosów: 58,49% do 40,48%)
Pięć dni później premier Dean Barrow ponownie powołał go do swojego rządu na stanowisko wicepremiera oraz ministra rolnictwa i zasobów naturalnych.